# Ánna-María Tsakáli
Ánna-María Tsakáli (grec moderne : Άννα-Μαρία Τσακάλη), née en 1959 au Pirée, est une peintre grecque.

## Biographie
Ánna-María Tsakáli naît au Pirée, en 1959. Elle suit des études de peinture au sein de l'École nationale supérieure des Beaux-Arts de Paris entre 1983 et 1987 auprès du professeur Leonardo Cremonini,. Elle vit et travaille entre Athènes et Paris,,. Les sujets abordés au cours de ses premières années d'activité comprennent des représentations sobres d'intérieurs et d'objets quotidiens tels que des vêtements, des meubles et des ustensiles, avec des références à des souvenirs personnels, ainsi qu'à des paysages urbains,. À partir de 1999-2000, elle se tourne vers la peinture de paysage en mettant l'accent sur la nature et, depuis lors, le motif principal de ses représentations est constitué par les fleurs et les plantes, qui prennent souvent une signification métaphorique avec des références à la vie humaine.
Depuis le début des années 1980, elle présente ses œuvres dans des expositions individuelles et collectives en Grèce et à l'étranger. En 2013, à la suite d'une sélection, elle présente une exposition rétrospective de ses œuvres au sein du musée Lambinet de Versailles, à l'occasion du 400e anniversaire de la naissance de l'architecte André Le Nôtre. Nombre d'œuvres de Tsakáli sont exposées au sein de la Pinacothèque nationale d'Athènes, du Musée Fryssíras, de la Gallerie Kouvoutsákis, de la Fondation d'art « Tellóglion », de la Banque nationale de Grèce, du Ministère de l'Économie et des Finances de France, ainsi que dans de nombreuses autres collections privées en Grèce et à l'étranger,,. Elle contribue également à l'illustration de livres,.